# Villentrois
Villentrois ist eine Ortschaft und eine ehemalige französische Gemeinde  mit 556 Einwohnern (Stand: 1. Januar 2022) im Département Indre in der Region Centre-Val de Loire. Sie gehörte zum Kanton Valençay im Arrondissement Châteauroux. Die Einwohner werden Villentroyens genannt.
Mit Wirkung vom 1. Januar 2019 wurden die früheren Gemeinden Villentrois und Faverolles-en-Berry zur Commune nouvelle Villentrois-Faverolles-en-Berry zusammengeschlossen und haben dort den Status einer Commune déléguée. Der Verwaltungssitz befindet sich im Ort Villentrois.

## Lage
Nachbarorte sind: im Norden Lye, im Osten Fontguenand, im Südosten Valençay, im Süden Veuil und Luçay-le-Mâle, im Südwesten Faverolles sowie im Nordwesten Châteauvieux.

## Bevölkerungsentwicklung
| Jahr                      | 1962 | 1968 | 1975 | 1982 | 1990 | 1999 | 2006 | 2017 |
| ------------------------- | ---- | ---- | ---- | ---- | ---- | ---- | ---- | ---- |
| Einwohner                 | 964  | 906  | 867  | 809  | 655  | 645  | 626  | 586  |
| Quelle: Cassini und INSEE |      |      |      |      |      |      |      |      |

## Sehenswürdigkeiten
- Kirche Saint-Georges

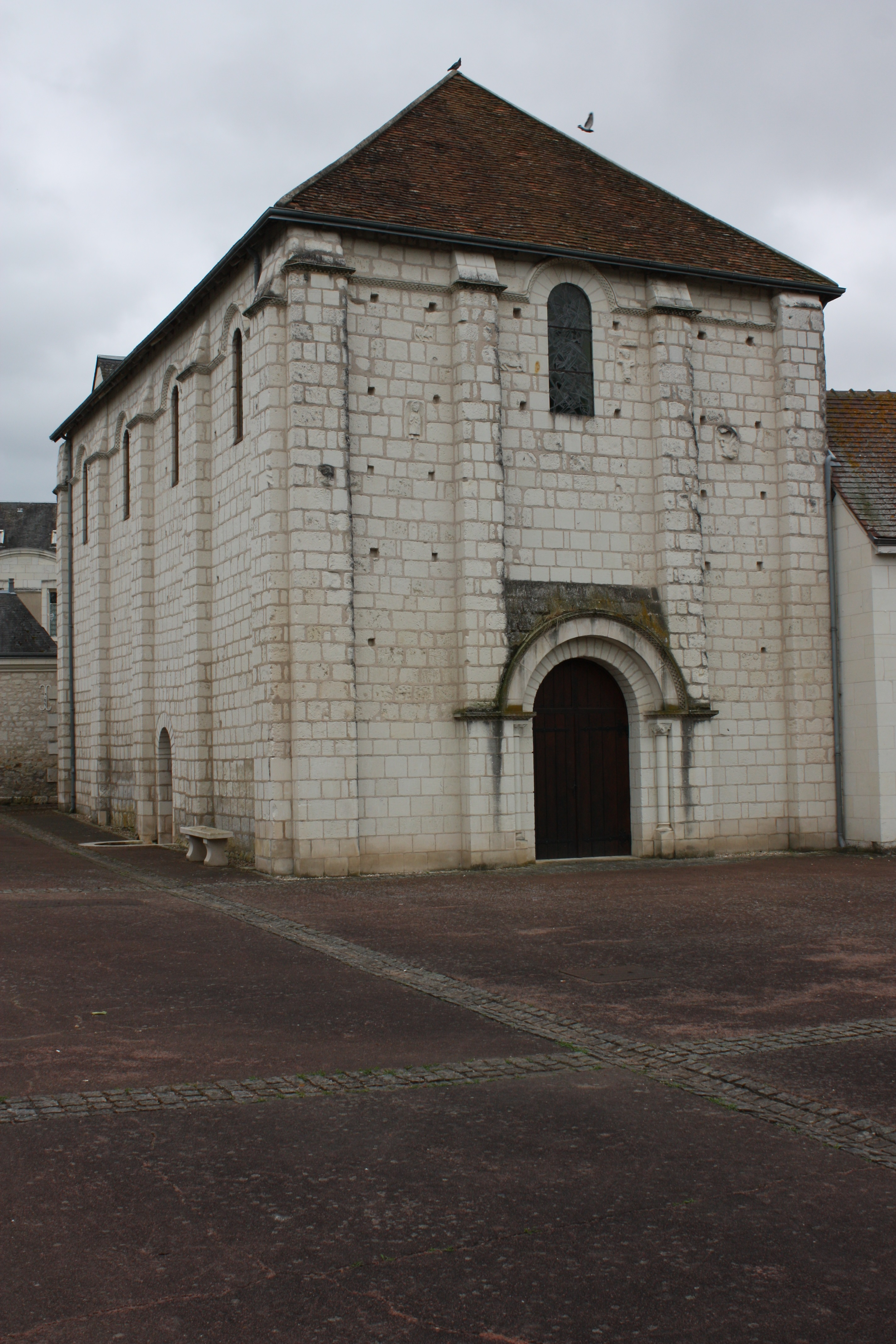
Kapelle Saint-Mandé
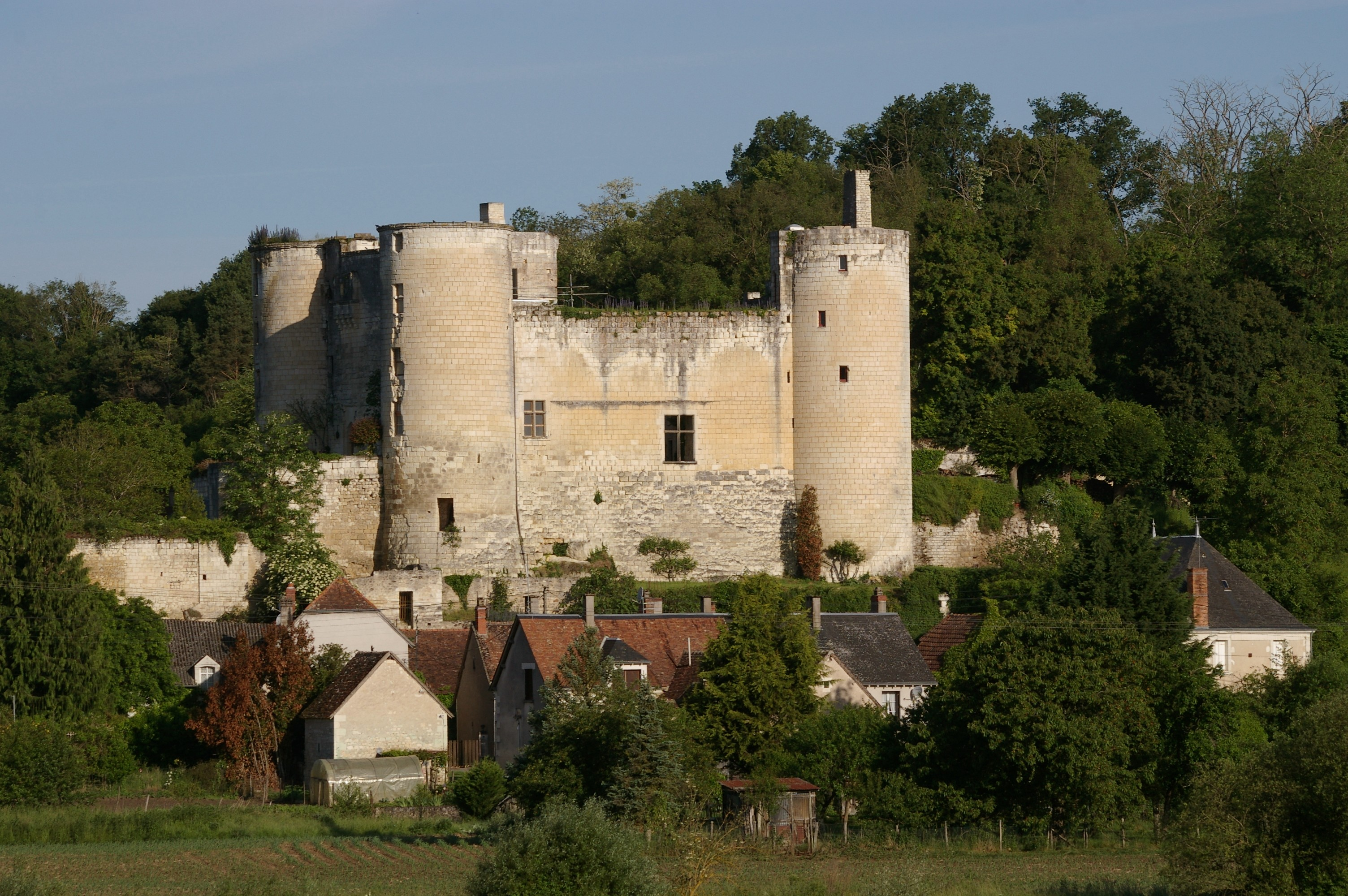
Burg Villentrois

- Kapelle Saint-Mandé
- Burg Villentrois